# Мударов, Абубакар Абдулвагапович
Абубака́р Абдулвага́пович Муда́ров — советский чеченский дзюдоист, мастер спорта СССР, Заслуженный тренер России.

## Биография
Становился призёром чемпионат Вооружённых Сил СССР. После службы в армии работал учителем физкультуры в школе села Старые Атаги. После окончания факультета физического воспитания Чечено-Ингушского педагогического института начал работать тренером. Подготовил более 10 мастеров спорта.

## Известные воспитанники
Мациев, Ислам Хамзатович — 4-кратный чемпион России, многократный призёр чемпионатов России, Европы и мира.

## Награды
- Заслуженный тренер России;
- Почётный знак Госкомспорта России «За заслуги в развитии физической культуры и спорта».